# Plappeville
 Plappeville  es un pueblo y comuna francesa, en la región de Gran Este, departamento de Mosela, en el distrito de Metz-Campagne y cantón de Woippy.

## Historia
De acuerdo a los trabajos dirigidos por el historiador Louis Viansson, los alrededores de la ciudad de Divodurum (actual Metz), fueron vividos, al comienzo de la ocupación romana. 
En 1143, la iglesia de Plappeville, pasó sobre la dirección de la abadía de Gorze. En 1212, la abadía de Saint-Symphorien recuperó el control de la iglesia de Plappeville. De 1346 a 1443, las armadas de Robert de Commercy destruyeron a tres veces la ciudad de Metz y sus alrededores. Por una otra vez, el pueblo fue reconstruido, particularmente la iglesia, cuyo la construcción se terminó en 1493. La iglesia actual data de esta época. 
En el siglo XVIII, la tradición viticola queda la actividad principal de la población de Plappeville. El pueblo no subió particularmente la revolución francesa
En 1870, después de la guerra entre Francia y Alemania, Plappeville divinió alemana y su nombre fue Papolsheim de 1915 a 1919, hasta la reconquista de la Mosela y de la Alsacia por los franceses.
De 1950 a 1980, y por reconectar a una tradición que data de 1800, el pueblo organiza la fiesta de "Saint Vincent", patrón de los enólogos.

## Demografía
| 1500 | 1615 | 1568 | 1776 | 2130 | 2341 |
| Para los censos de 1962 a 1999 la población legal corresponde a la población sin duplicidades (Fuente: INSEE [Consultar]) |      |      |      |      |      |